# Meurigita-Na
La meurigita-Na és un mineral de la classe dels fosfats. Rep el nom per la seva relació amb la meurigita-K, abans simplement anomenada meurigita, i el seu contingut en sodi (Na).

## Característiques
La meurigita-Na és un fosfat de fórmula química NaFe3+₈(PO₄)₆(OH)₇·6.5H₂O. Va ser aprovada com a espècie vàlida per l'Associació Mineralògica Internacional l'any 2007. Cristal·litza en el sistema monoclínic. La seva duresa a l'escala de Mohs és 3.
Segons la classificació de Nickel-Strunz, la meurigita-Na pertany a «08.DJ: Fosfats, etc, amb cations de mida mitjana i gran, (OH, etc.):RO₄ = 1:1» juntament amb els següents minerals: johnwalkita, olmsteadita, gatumbaïta, camgasita, fosfofibrita, meurigita-K, jungita, wycheproofita, ercitita, mrazekita i attikaïta.
Les mostres que van servir per a determinar l'espècie, el que es coneix com a material tipus, es troben conservades a les col·leccions mineralògiques del Museu d'Història Natural del Comtat de Los Angeles, a Los Angeles (Califòrnia) amb els números de catàleg: 57659 i 57660.

## Formació i jaciments
Va ser descoberta a la mina Silver Coin, situada a la localitat de Valmy, dins el districte miner d'Iron Point del comtat de Humboldt (Nevada, Estats Units). També ha estat decrita a la Tepública Txeca i a Austràlia, sent aquests els únics indrets a tot el planeta on ha estat descrita aquesta espècie mineral.